# Prionopetalum clarum
Prionopetalum clarum är en mångfotingart som först beskrevs av Chamberlin 1927.  Prionopetalum clarum ingår i släktet Prionopetalum och familjen Odontopygidae. Inga underarter finns listade i Catalogue of Life.